# Aire-sur-l'Adour
Pour les articles homonymes, voir Aire.
Aire-sur-l'Adour est une commune du Sud-Ouest de la France, située dans le département des Landes (région Nouvelle-Aquitaine). La ville est reliée à l'A65 par le diffuseur Nord d'Aire-sur-l'Adour et par le demi-diffuseur Sud d'Aire-sur-l'Adour.

## Géographie

### Localisation
Aire est la plus grande commune du Tursan, région qui occupe le coin sud-est du département des Landes. Elle est limitrophe du département du Gers.
Elle est traversée par la D 824, au cœur du vignoble du AOC Tursan à 150 kilomètres au sud de Bordeaux, 50 kilomètres au nord de Pau et 30 kilomètres au sud-est de Mont-de-Marsan, à l'endroit où l'Adour entre dans le département des Landes, à la jonction des régions du Tursan, de l'Armagnac et du Vic-Bilh.

### Communes limitrophes
Les communes limitrophes sont Barcelonne-du-Gers, Bernède, Le Houga, Lannux, Ségos, Vergoignan, Bahus-Soubiran, Cazères-sur-l'Adour, Duhort-Bachen, Latrille et Sorbets.
| Duhort-Bachen  | Cazères-sur-l'Adour    | Le Houga (Gers), Vergoignan (Gers) |
| Bahus-Soubiran | Aire-sur-l'Adour       | Barcelonne-du-Gers (Gers)          |
| Sorbets        | Latrille, Ségos (Gers) | Bernède (Gers), Lannux (Gers)      |

### Hameaux et lieux-dits
Le cœur de la ville est situé de part et d'autre de l'Adour. La mairie, le centre commerçant et la cathédrale se trouvent sur la rive gauche. Les deux principaux lieudits à l'écart du centre-ville sont Subéhargues, sur la rive droite, et le quartier du Mas qui surplombe la rive gauche avec l'église Sainte-Quitterie. La principale commune limitrophe est Barcelonne-du-Gers, qui fait partie de la même agglomération.

### Hydrographie
L'Adour traverse la commune de part en part. Le ruisseau de Buros, affluent droit de l'Adour, arrose également ses terres.

### Climat
Le climat qui caractérise la commune est qualifié, en 2010, de « climat océanique altéré », selon la typologie des climats de la France qui compte alors huit grands types de climats en métropole. En 2020, la commune ressort du même type de climat dans la classification établie par Météo-France, qui ne compte désormais, en première approche, que cinq grands types de climats en métropole. Il s’agit d’une zone de transition entre le climat océanique et les climats de montagne et le climat semi-continental. Les écarts de température entre hiver et été augmentent avec l'éloignement de la mer. La pluviométrie est plus faible qu'en bord de mer, sauf aux abords des reliefs.
Les paramètres climatiques qui ont permis d’établir la typologie de 2010 comportent six variables pour les températures et huit pour les précipitations, dont les valeurs correspondent à la normale 1971-2000. Les sept principales variables caractérisant la commune sont présentées dans l'encadré ci-après.
| Paramètres climatiques communaux sur la période 1971-2000 - Moyenne annuelle de température : 12,6 °C - Nombre de jours avec une température inférieure à −5 °C : 1,5 j - Nombre de jours avec une température supérieure à 30 °C : 8 j - Amplitude thermique annuelle : 14,8 °C - Cumuls annuels de précipitation : 1 024 mm - Nombre de jours de précipitation en janvier : 11,1 j - Nombre de jours de précipitation en juillet : 7,4 j |

Avec le changement climatique, ces variables ont évolué. Une étude réalisée en 2014 par la Direction générale de l'Énergie et du Climat complétée par des études régionales prévoit en effet que la  température moyenne devrait croître et la pluviométrie moyenne baisser, avec toutefois de fortes variations régionales. La station météorologique de Météo-France installée sur la commune et mise en service en 1991 permet de connaître l'évolution des indicateurs météorologiques. Le tableau détaillé pour la période 1981-2010 est présenté ci-après.
| Mois                                  | jan.         | fév.          | mars         | avril         | mai          | juin        | jui.         | août          | sep.          | oct.          | nov.          | déc.         | année     |
| ------------------------------------- | ------------ | ------------- | ------------ | ------------- | ------------ | ----------- | ------------ | ------------- | ------------- | ------------- | ------------- | ------------ | --------- |
| Température minimale moyenne (°C)     | 1,8          | 1,9           | 4,3          | 6,5           | 10,6         | 13,7        | 15,5         | 15,5          | 12            | 9,3           | 5             | 2,5          | 8,3       |
| Température moyenne (°C)              | 6,2          | 7,2           | 10,4         | 12,5          | 16,6         | 19,7        | 21,5         | 21,8          | 18,3          | 14,5          | 9,4           | 6,5          | 13,8      |
| Température maximale moyenne (°C)     | 10,7         | 12,5          | 16,5         | 18,4          | 22,5         | 25,7        | 27,6         | 28,2          | 24,6          | 19,8          | 13,8          | 10,6         | 19,3      |
| Record de froid (°C) date du record   | −12 27.01.07 | −11 11.02.12  | −11 01.03.05 | −4 04.04.1996 | 2 14.05.1995 | 5 01.06.06  | 8 06.07.1997 | 6 29.08.1998  | 3 26.09.02    | −2,5 26.10.03 | −8,5 17.11.07 | −12 25.12.01 | −12 2007  |
| Record de chaleur (°C) date du record | 21 18.01.07  | 24 28.02.1997 | 28 04.03.07  | 32 30.04.05   | 36 30.05.01  | 40 22.06.03 | 39 13.07.03  | 41,5 26.08.10 | 36,5 05.09.06 | 34 04.10.04   | 26,5 01.11.09 | 21 07.12.00  | 41,5 2010 |
| Précipitations (mm)                   | 80,6         | 75,2          | 73,5         | 91,7          | 81,7         | 63,4        | 52           | 64,5          | 68,6          | 84            | 95,9          | 84,1         | 915,2     |

## Urbanisme

### Typologie
Au 1er janvier 2024, Aire-sur-l'Adour est catégorisée bourg rural, selon la nouvelle grille communale de densité à sept niveaux définie par l'Insee en 2022.
Elle appartient à l'unité urbaine d'Aire-sur-l'Adour, une agglomération inter-régionale regroupant deux  communes, dont elle est ville-centre,,. Par ailleurs la commune fait partie de l'aire d'attraction d'Aire-sur-l'Adour, dont elle est la commune-centre,. Cette aire, qui regroupe 23 communes, est catégorisée dans les aires de moins de 50 000 habitants,.

### Occupation des sols

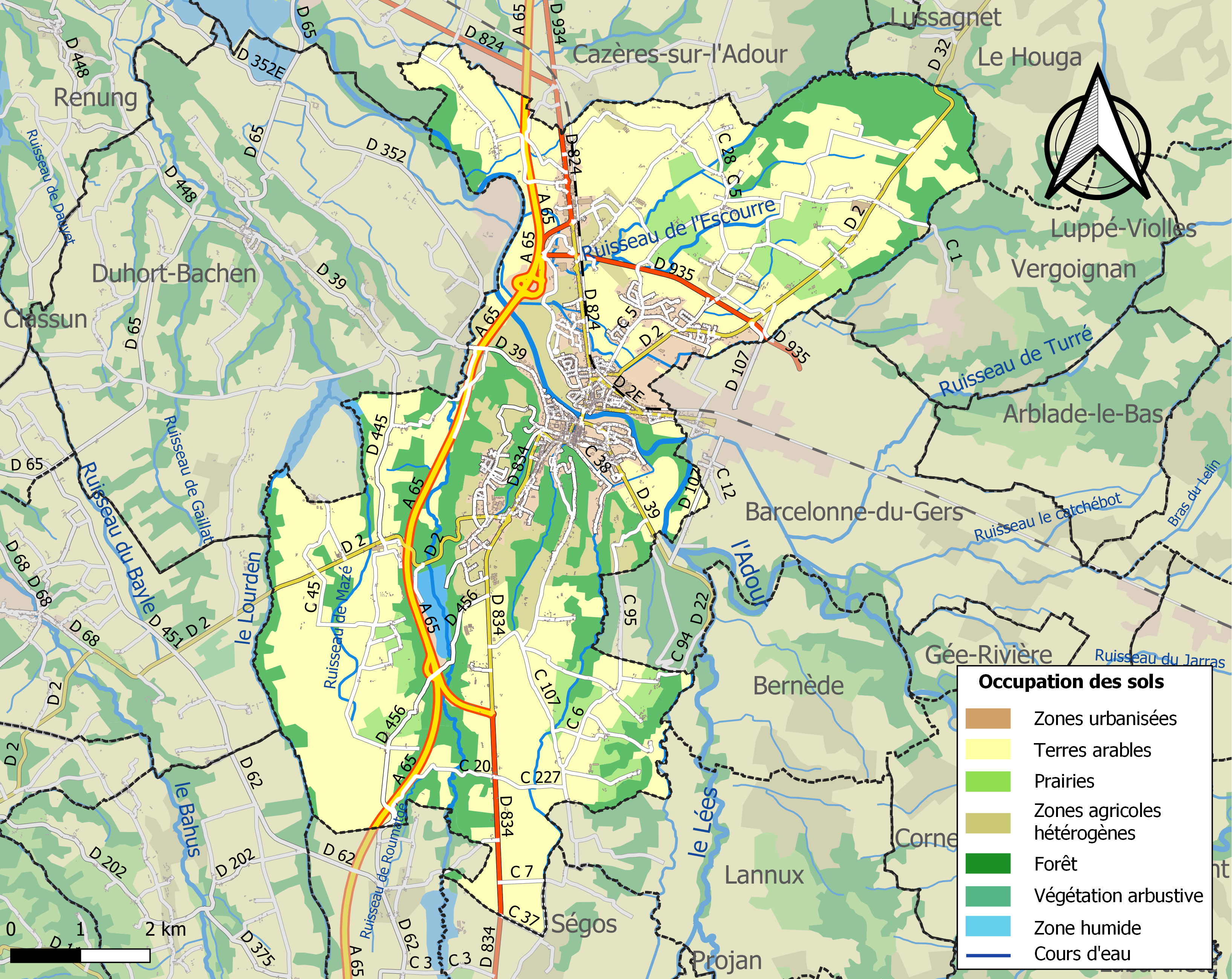
Carte des infrastructures et de l'occupation des sols de la commune en 2018 (CLC).

L'occupation des sols de la commune, telle qu'elle ressort de la base de données européenne d’occupation biophysique des sols Corine Land Cover (CLC), est marquée par l'importance des territoires agricoles (66,4 % en 2018), en diminution par rapport à 1990 (68,8 %). La répartition détaillée en 2018 est la suivante : 
terres arables (52,1 %), forêts (21,6 %), zones agricoles hétérogènes (8,2 %), zones urbanisées (7,3 %), prairies (6,1 %), zones industrielles ou commerciales et réseaux de communication (3,4 %), eaux continentales (0,8 %), espaces verts artificialisés, non agricoles (0,4 %), mines, décharges et chantiers (0,1 %). L'évolution de l’occupation des sols de la commune et de ses infrastructures peut être observée sur les différentes représentations cartographiques du territoire : la carte de Cassini (XVIIIe siècle), la carte d'état-major (1820-1866) et les cartes ou photos aériennes de l'IGN pour la période actuelle (1950 à aujourd'hui).

### Voies de communication et transports

#### Voies
| 189 odonymes recensés à Aire-sur-l'Adour au 1er mars 2014 | 189 odonymes recensés à Aire-sur-l'Adour au 1er mars 2014 | 189 odonymes recensés à Aire-sur-l'Adour au 1er mars 2014 | 189 odonymes recensés à Aire-sur-l'Adour au 1er mars 2014 | 189 odonymes recensés à Aire-sur-l'Adour au 1er mars 2014 | 189 odonymes recensés à Aire-sur-l'Adour au 1er mars 2014 | 189 odonymes recensés à Aire-sur-l'Adour au 1er mars 2014 | 189 odonymes recensés à Aire-sur-l'Adour au 1er mars 2014 | 189 odonymes recensés à Aire-sur-l'Adour au 1er mars 2014 | 189 odonymes recensés à Aire-sur-l'Adour au 1er mars 2014 | 189 odonymes recensés à Aire-sur-l'Adour au 1er mars 2014 | 189 odonymes recensés à Aire-sur-l'Adour au 1er mars 2014 | 189 odonymes recensés à Aire-sur-l'Adour au 1er mars 2014 | 189 odonymes recensés à Aire-sur-l'Adour au 1er mars 2014 | 189 odonymes recensés à Aire-sur-l'Adour au 1er mars 2014 | 189 odonymes recensés à Aire-sur-l'Adour au 1er mars 2014 |
| Allée                                                     | Avenue                                                    | Bld                                                       | Chemin                                                    | Cité                                                      | Côte                                                      | Impasse                                                   | Place                                                     | Promenade                                                 | Quai                                                      | Route                                                     | Rue                                                       | Square                                                    | Autres                                                    | Total                                                     |                                                           |
| --------------------------------------------------------- | --------------------------------------------------------- | --------------------------------------------------------- | --------------------------------------------------------- | --------------------------------------------------------- | --------------------------------------------------------- | --------------------------------------------------------- | --------------------------------------------------------- | --------------------------------------------------------- | --------------------------------------------------------- | --------------------------------------------------------- | --------------------------------------------------------- | --------------------------------------------------------- | --------------------------------------------------------- | --------------------------------------------------------- | --------------------------------------------------------- |
| 5                                                         | 10                                                        | 2                                                         | 17                                                        | 5                                                         | 1                                                         | 8                                                         | 11                                                        | 2                                                         | 1                                                         | 17                                                        | 100                                                       | 0                                                         | 10                                                        | 189                                                       |                                                           |
| Notes « Nv »                                              | Notes « Nv »                                              | 1. 2. 3. 4. 5.                                            | 1. 2. 3. 4. 5.                                            | 1. 2. 3. 4. 5.                                            | 1. 2. 3. 4. 5.                                            | 1. 2. 3. 4. 5.                                            | 1. 2. 3. 4. 5.                                            | 1. 2. 3. 4. 5.                                            | 1. 2. 3. 4. 5.                                            | 1. 2. 3. 4. 5.                                            | 1. 2. 3. 4. 5.                                            | 1. 2. 3. 4. 5.                                            | 1. 2. 3. 4. 5.                                            | 1. 2. 3. 4. 5.                                            | 1. 2. 3. 4. 5.                                            |
| Sources : rue-ville.info & OpenStreetMap                  |                                                           |                                                           |                                                           |                                                           |                                                           |                                                           |                                                           |                                                           |                                                           |                                                           |                                                           |                                                           |                                                           |                                                           |                                                           |

### Risques majeurs
Le territoire de la commune d'Aire-sur-l'Adour est vulnérable à différents aléas naturels : météorologiques (tempête, orage, neige, grand froid, canicule ou sécheresse), inondations, mouvements de terrains et séisme (sismicité faible). Il est également exposé à deux risques technologiques, le transport de matières dangereuses et  le risque industriel. Un site publié par le BRGM permet d'évaluer simplement et rapidement les risques d'un bien localisé soit par son adresse soit par le numéro de sa parcelle.

#### Risques naturels
Certaines parties du territoire communal sont susceptibles d’être affectées par le risque d’inondation par débordement de cours d'eau, notamment l'Adour, le Broussau, le ruisseau de l'Escourre et le Lourden. La commune a été reconnue en état de catastrophe naturelle au titre des dommages causés par les inondations et coulées de boue survenues en 1999, 2006, 2009, 2014 et 2020,.
Les mouvements de terrains susceptibles de se produire sur la commune sont des tassements différentiels.

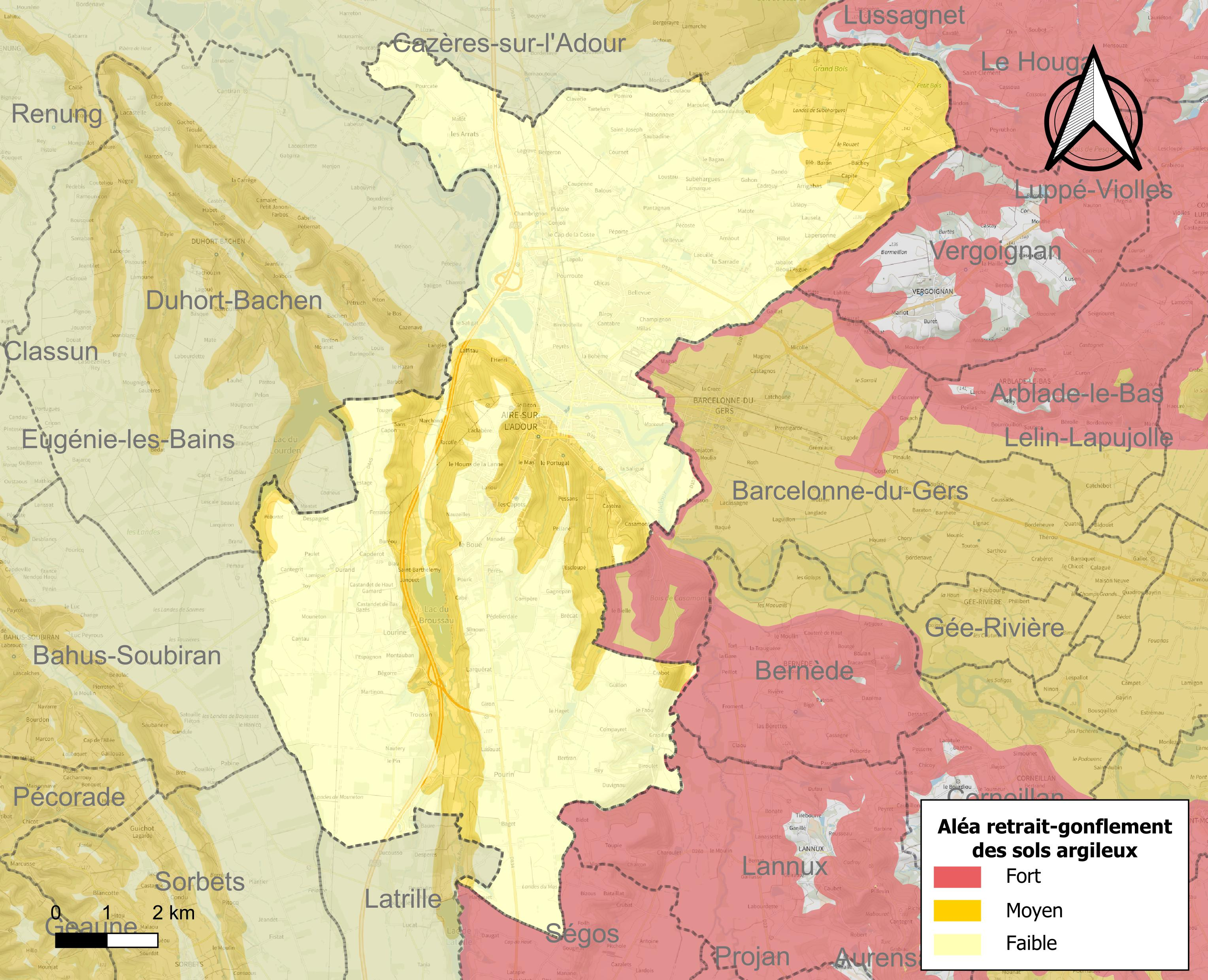
Carte des zones d'aléa retrait-gonflement des sols argileux d'Aire-sur-l'Adour.

Le retrait-gonflement des sols argileux est susceptible d'engendrer des dommages importants aux bâtiments en cas d’alternance de périodes de sécheresse et de pluie. 26 % de la superficie communale est en aléa moyen ou fort (19,2 % au niveau départemental et 48,5 % au niveau national). Sur les 2 545 bâtiments dénombrés sur la commune en 2019, 465 sont en aléa moyen ou fort, soit 18 %, à comparer aux 17 % au niveau départemental et 54 % au niveau national. Une cartographie de l'exposition du territoire national au retrait gonflement des sols argileux est disponible sur le site du BRGM,.
Concernant les mouvements de terrains, la commune a été reconnue en état de catastrophe naturelle au titre des dommages causés par la sécheresse en 1989 et 2002 et par des mouvements de terrain en 1999.

#### Risques technologiques
La commune est exposée au risque industriel du fait de la présence sur son territoire d'une entreprise soumise à la directive européenne SEVESO.
Le risque de transport de matières dangereuses sur la commune est lié à sa traversée par une ou des infrastructures routières ou ferroviaires importantes ou la présence d'une canalisation de transport d'hydrocarbures. Un accident se produisant sur de telles infrastructures est susceptible d’avoir des effets graves sur les biens, les personnes ou l'environnement, selon la nature du matériau transporté. Des dispositions d’urbanisme peuvent être préconisées en conséquence.

## Toponymie
Attestée sous la forme civitate Vicojuli ou Vicus Julii en 56 av. J.-C., composé latin de vicus « village » et du gentilice de Iulius Caesar.
Le nom complet de la commune est un toponyme pléonastique, c'est-à-dire qu'il assemble deux éléments désignant la même chose : le nom Aire (Atura) est dérivé du nom Adour, comme l'indique le nom des habitants (Aturins).
Ce nom est en quelque sorte la francisation d'un toponyme basque latinisé.
En effet, le nom originel Atura est la traduction latine de Aturri, nom basque de l'Adour. Ce nom a évolué de la sorte : Atura > Atra > Aira > Aire, il est en effet lié au peuple aquitain des Aturenses.
Son nom gascon s'écrit soit Aira selon la Norme classique de l'occitan (ou graphie alibertine), soit Ayre avec la graphie fébusienne (apparentée à la norme mistralienne).
La commune s'appelait officiellement « Aire » jusqu'en avril 1962, avant de prendre son nom actuel.

## Histoire

### Antiquité

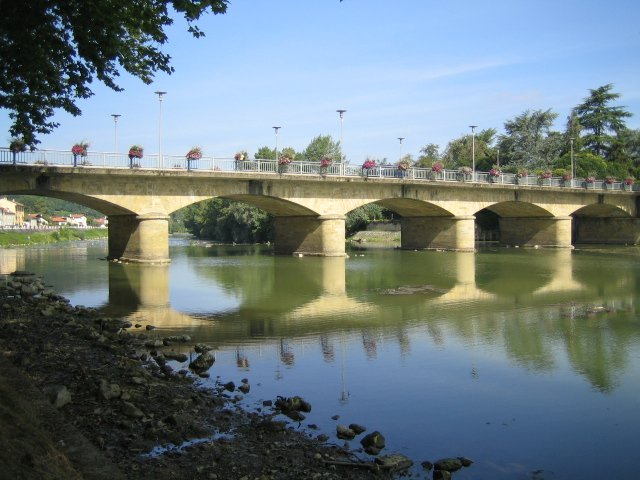
Le pont sur l'Adour.

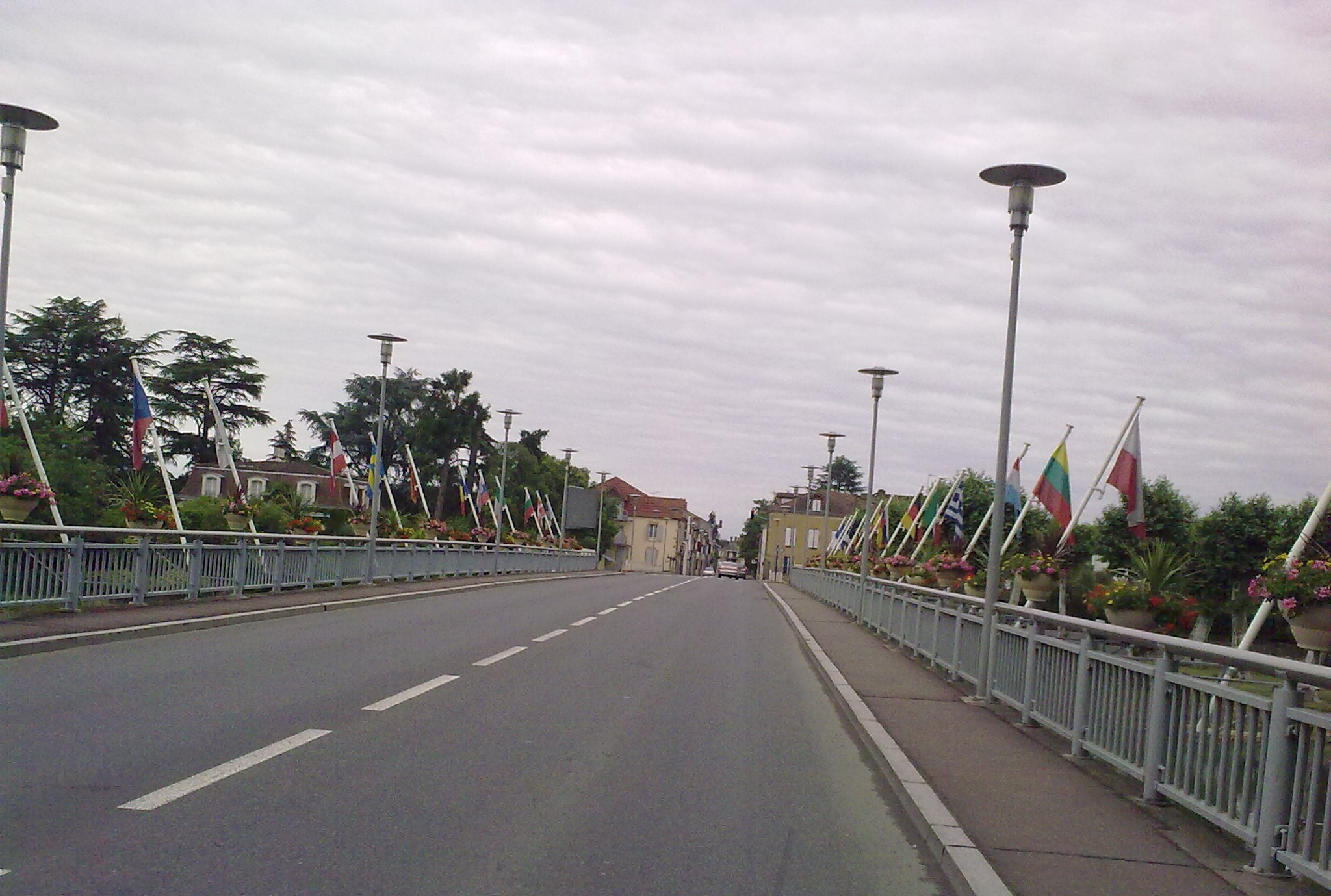
Le pont sur l'Adour vu de dessus.

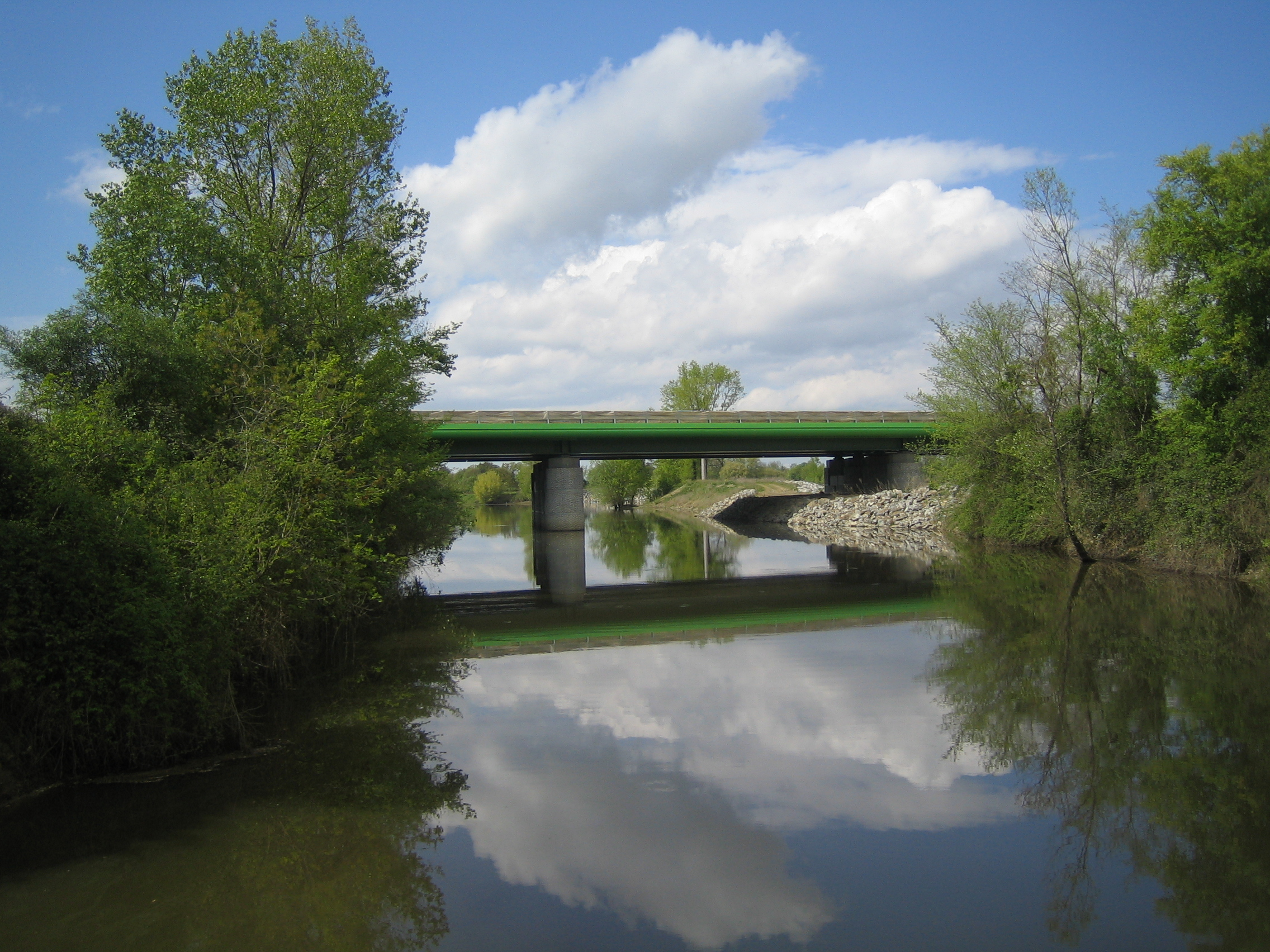
Le pont de l'autoroute A65.

Avant l'époque romaine, un oppidum du nom de Atura existait sur le site d'Aire. De ce nom, emprunté au fleuve Adour, dérivent aussi bien le nom de la ville d'Aire que celui du Tursan (pagus aturensis). Il était occupé par le peuple aquitain des Tarusates (Proto-basques).
Capitale des peuples soumis vers 56 av. J.-C. par Crassus, lieutenant de Jules César, le nom d'Aire, et notamment de son bourg, est romanisé en Vicus Julii. Deux autels romains dont un dédié à Mars y sont découverts par Émile Taillebois en 1884,.

### Wisigoths
Au Ve siècle, Aire fait partie du royaume wisigoth de Toulouse ; elle devient une résidence royale sous les rois Euric (466-484) et Alaric II (484-507). En 470, Euric, qui est arien, lance depuis Aire des ordres contre les églises nicéennes.
Alaric II réunit à Aire, en février 506, une assemblée d'évêques et de grands, ainsi que des jurisconsultes, qui établissent un recueil de lois destinées aux Gallo-Romains du royaume et inspirées en majorité du code de Théodose (438), c'est-à-dire du droit romain. Le bréviaire d'Alaric inspirera le droit romain médiéval. Un an plus tard, Alaric est vaincu par Clovis à la bataille de Vouillé.
C'est en 476 que Quitterie, princesse catholique d'Espagne, fille du « roi » Caius et fuyant son prétendant, aurait été décapitée à Aire par les Wisigoths, attachés à l'arianisme, une hérésie. Sa tête y aurait fait jaillir une source miraculeuse. Les légendes concernant sainte Quitterie sont nombreuses et font état d'origines différentes (soit l'Espagne, la Galice, le Portugal, soit le royaume wisigoth de Toulouse), en tout état de cause on ne dispose d'aucune source historique. Son culte était très répandu en Vasconie (on prononce « Quitèr.i »), où on lui faisait guérir les maux de tête, la folie et la rage. Aire devient le siège d'un évêché.

### L'évêché
La présence d'un représentant de l'évêque d'Aire, Marcellus, au concile d'Agde de 506, fait remonter très loin l'assurance d'un siège épiscopal en ces lieux. Aire perdit son évêché à la Révolution française. Au début du XIXe siècle, une réorganisation des diocèses de France (Concordats de 1801 et de 1817) a réuni les diocèses d'Aire et de Dax. Le siège principal de l'évêché a été officiellement transféré en 1933 à Dax, ville plus grande et mieux desservie par le train. La cathédrale d'Aire porte le titre de Concathédrale.

### Moyen Âge
C'est à Aire, mais en bas, dans la cité fortifiée bordant l'Adour, qu'un accord fut passé au XIIe siècle entre le roi d'Angleterre, Édouard Ier, et l'évêque aturin, l'un accordant sa protection, l'autre une part de ses revenus.

### Le pèlerinage de Compostelle
Aire-sur-l'Adour est une étape sur la via Podiensis du pèlerinage de Saint-Jacques-de-Compostelle. L'étape suivante est Miramont-Sensacq. Historiquement l'étape précédente distante de 27 km est Nogaro.
Il y avait à Aire-sur-l'Adour deux hôpitaux pour les pèlerins dont l'hospital de Manso, dans le bas de la rue montant à l'église Sainte-Quitterie, aujourd'hui rue Félix-Despagnet. Ils y étaient accueillis, nourris, soignés, réconfortés.
Les hôpitaux pour pèlerins étaient tenus par des confréries jacquaires composées dans chaque ville de ceux et celles qui avaient fait le pèlerinage. Ainsi ils redonnaient ce qu'ils avaient reçu maintenant ainsi la tradition. Ils accueillaient les pèlerins qui passaient par leur ville et préparaient ceux qui voulaient partir. Ces hôpitaux étaient aussi tenus par des ordres hospitaliers de chevalerie.

### Époque contemporaine

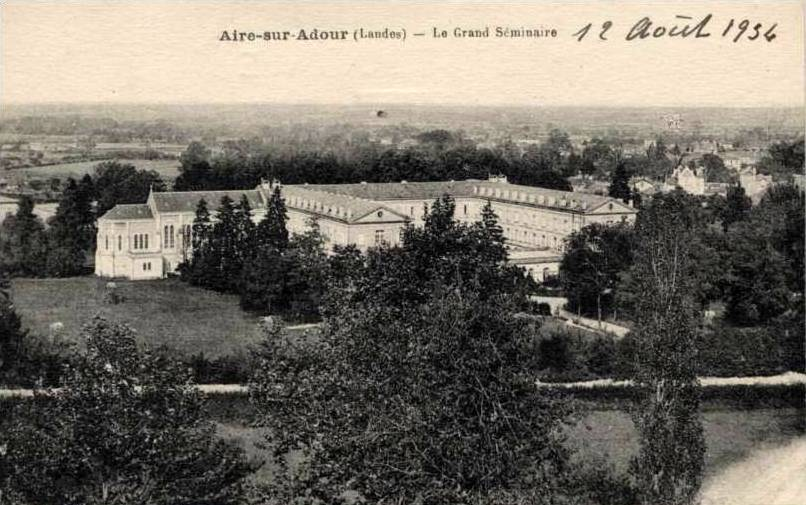
Le Grand Séminaire, plus tard centre Jean-Sarrailh, avant l'incendie de 1982.

Entre 1790 et 1794, Aire absorbe la commune éphémère du Mas.
Le 2 mars 1814, les troupes anglaises et portugaises de Wellington, remontant d'Espagne, remportent une bataille contre celles du maréchal Soult sur les hauteurs au sud-ouest de la ville, avec un bilan de plusieurs centaines de morts. Elle entre dans l'histoire sous le nom de bataille d'Aire-sur-l'Adour.
Le 25 mai 1982, l'incendie criminel d'un établissement médico-scolaire accueillant des jeunes présentant des troubles psychiatriques, le centre Jean-Sarrailh, fit 24 morts, dont 21 enfants. La veille au soir, un documentaire intitulé « Faut-il brûler les hôpitaux psychiatriques ? » avait été diffusé à la télévision.
Dans les années 2000, une déviation a permis au trafic de longue distance d'éviter le centre-ville. Cette déviation a été intégrée dans le tracé de l'autoroute A65.

## Politique et administration

### Liste des maires

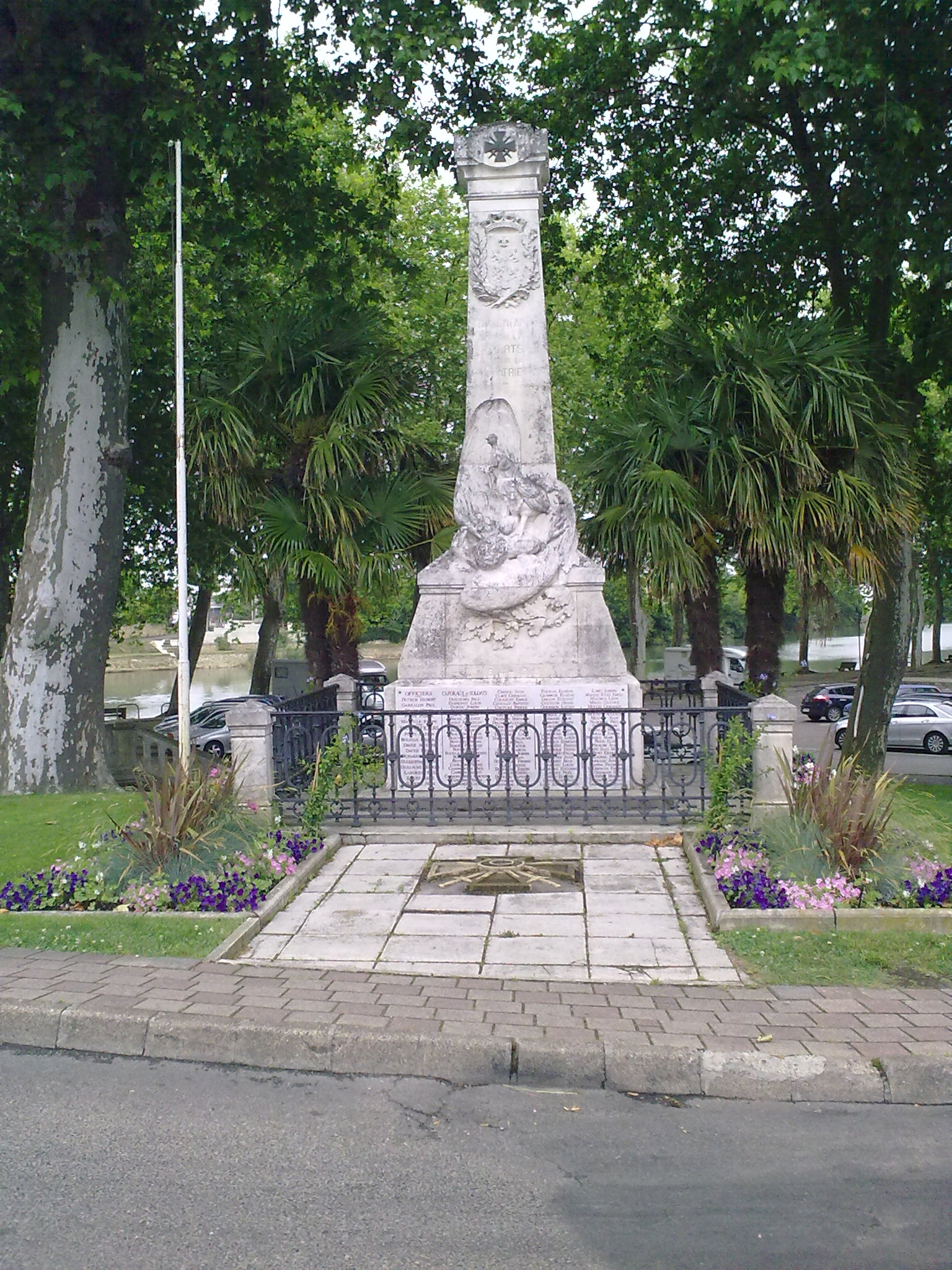
Monument aux morts d'Aire-sur-l'Adour.

| Période                                  | Période  | Identité         | Étiquette   | Qualité                                                                                           |
| ---------------------------------------- | -------- | ---------------- | ----------- | ------------------------------------------------------------------------------------------------- |
| Les données manquantes sont à compléter. |          |                  |             |                                                                                                   |
| 1954                                     | 1961     | Julien Labat     | DVD puis RI | Conseiller général du canton d'Aire-sur-l'Adour (1954-1964)                                       |
| 1961                                     | 1967     | Louis Lieux      | DVD         | Conseiller général du canton d'Aire-sur-l'Adour (1964-1967)                                       |
| 1967                                     | 1977     | Olivier Darblade | DVG puis PS | Conseiller général du canton d'Aire-sur-l'Adour (1967-1976)                                       |
| mars 1977                                | 1989     | Jean Clèdes      | UDF         | Conseiller général du canton d'Aire-sur-l'Adour (1976-1988)                                       |
| mars 1989                                | 2014     | Robert Cabé      | PS          | Cadre de banque Conseiller général du canton d'Aire-sur-l'Adour (1988-2015) et député (1981-1986) |
| mars 2014                                | En cours | Xavier Lagrave   | UDI         | Agriculteur Conseiller départemental du canton d'Adour Armagnac (2015-2021)                       |

### Jumelages
- Castro-Urdiales (Espagne)

### Politique environnementale
Dans son palmarès 2024, le Conseil national de villes et villages fleuris de France a attribué trois fleurs à la commune.

## Population et société

### Démographie
L'évolution du nombre d'habitants est connue à travers les recensements de la population effectués dans la commune depuis 1793. Pour les communes de moins de 10 000 habitants, une enquête de recensement portant sur toute la population est réalisée tous les cinq ans, les populations de référence des années intermédiaires étant quant à elles estimées par interpolation ou extrapolation. Pour la commune, le premier recensement exhaustif entrant dans le cadre du nouveau dispositif a été réalisé en 2007.

En 2022, la commune comptait 6 215 habitants, en évolution de +1,65 % par rapport à 2016 (Landes : +5,78 %, France hors Mayotte : +2,11 %).
| 1793  | 1800  | 1806  | 1821  | 1831  | 1836  | 1841  | 1846  | 1851  |
| ----- | ----- | ----- | ----- | ----- | ----- | ----- | ----- | ----- |
| 3 164 | 2 999 | 3 300 | 3 629 | 3 937 | 4 028 | 4 432 | 4 667 | 4 817 |

| 1856  | 1861  | 1866  | 1872  | 1876  | 1881  | 1886  | 1891  | 1896  |
| ----- | ----- | ----- | ----- | ----- | ----- | ----- | ----- | ----- |
| 4 888 | 5 144 | 4 885 | 4 361 | 4 754 | 4 562 | 4 684 | 4 551 | 4 510 |

| 1901  | 1906  | 1911  | 1921  | 1926  | 1931  | 1936  | 1946  | 1954  |
| ----- | ----- | ----- | ----- | ----- | ----- | ----- | ----- | ----- |
| 4 266 | 4 303 | 4 023 | 3 721 | 3 926 | 3 864 | 4 160 | 4 298 | 4 841 |

| 1962  | 1968  | 1975  | 1982  | 1990  | 1999  | 2006  | 2007  | 2012  |
| ----- | ----- | ----- | ----- | ----- | ----- | ----- | ----- | ----- |
| 5 168 | 5 665 | 5 896 | 6 242 | 6 205 | 6 003 | 6 089 | 6 070 | 6 136 |

| 2017  | 2022  | - | - | - | - | - | - | - |
| ----- | ----- | - | - | - | - | - | - | - |
| 6 129 | 6 215 | - | - | - | - | - | - | - |

### Enseignement

#### Écoles maternelles et élémentaires
| - Groupes scolaires publics - École maternelle Claude-Nougaro (M) - Groupe scolaire Françoise-Giroud (P) - Groupe scolaire Victor-Lourties (P) - Groupe scolaire du Mas (P) | - Groupes scolaires privés - École Jeanne-d'Arc (M) - École Saint-Joseph (P) |  |

Légende :
M. : école maternelle / 
P. : école élémentaire

#### Enseignement secondaire
| - Collège public - Collège Gaston-Crampe (S) | - Collège privé - Maison Familiale Rurale (S) |  |

Légende :
S. : collège d'enseignement secondaire
| - Lycées publics - Lycée Gaston-Crampe (G / P) - Lycée Jean-d'Arcet (P) | - Lycée privé - Maison Familiale Rurale (P) |  |

Légende :
G. : lycée d'enseignement général / 
P. : lycée d'enseignement professionnel

#### Enseignement supérieur
Pour ce qui concerne l'enseignement supérieur, Aire-sur-l'Adour regroupait 181 étudiants (formation de technicien supérieur) pendant l'année scolaire 2008-2009.

### Sports
Club de rugby à XV l'Avenir aturin évoluant dans le Championnat de France de rugby à XV de 3e division fédérale pour la saison 2020-2021 ; Football (Violette Aturine), Tennis (Avenir Aturin Tennis), Gymnastique (Violette Aturine Gym), Athlétisme (Avenir Aturin Athlétisme), Volley-ball, Tennis de table, Pétanque, Canoë-kayak, Pelote basque, Cyclisme sur route.

## Économie
- Aire-sur-l'Adour accueille depuis 1966 un site de lancement de ballons rattaché au CNES. Des dizaines de ballons stratosphériques (BSO) ont été lâchés de la ville jusqu'en 2007, en raison de changement de réglementation compliquant le survol des zones peuplées du sud-ouest de la France. Le site continue de lancer des ballons plus petits[40].
- Potez : constructions aéronautiques. Cette usine a été créée en 1936, par Gaston Fouga, pour y produire l’avion de Pierre Mauboussin, le M.123 Corsaire[41].
- Les arènes Maurice-Lauche, inaugurées en 1972, peuvent contenir 4 500 personnes[42]. Elles sont dédiées autant à la course espagnole qu'à la course landaise[42].
- Viticulture : Saint-mont (AOC)
- Centre ville avec des boutiques.
- Office de tourisme.
- Centre commercial.
- Biscuiterie Poult (fermeture en 2022 pour cause économique)
- Ressourcerie (Landes Ressourcerie[43])
- Gascogne Energies Services (anciennes Régies Municipales d'Aire-sur-l'Adour fondées en 1926). Entreprise locale de distribution producteur, fournisseur et gestionnaire des réseaux de distribution gaz et électricité dans les Landes, le Gers et les Pyrénées Atlantiques.

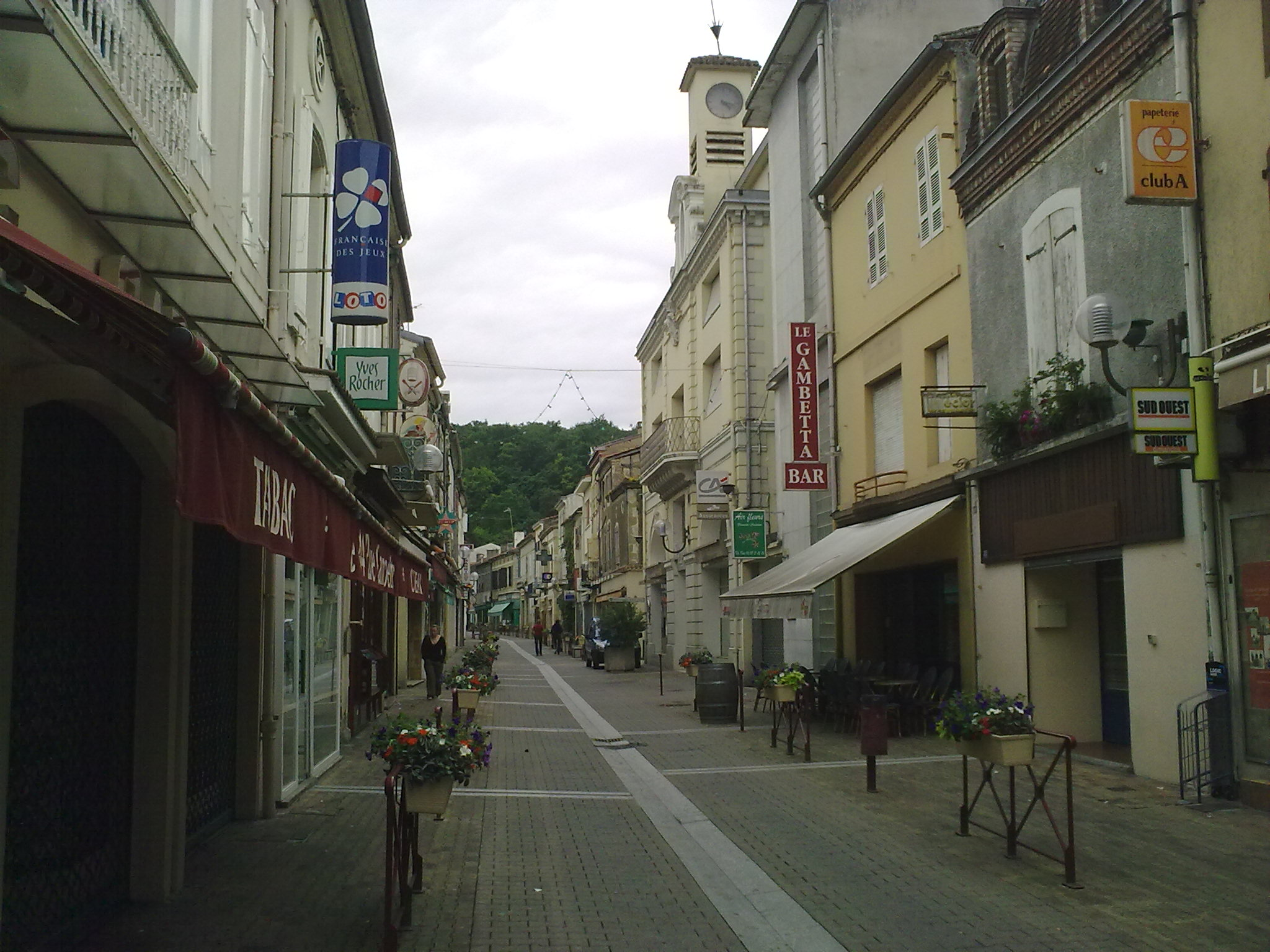
Centre d'Aire-sur-l'Adour.

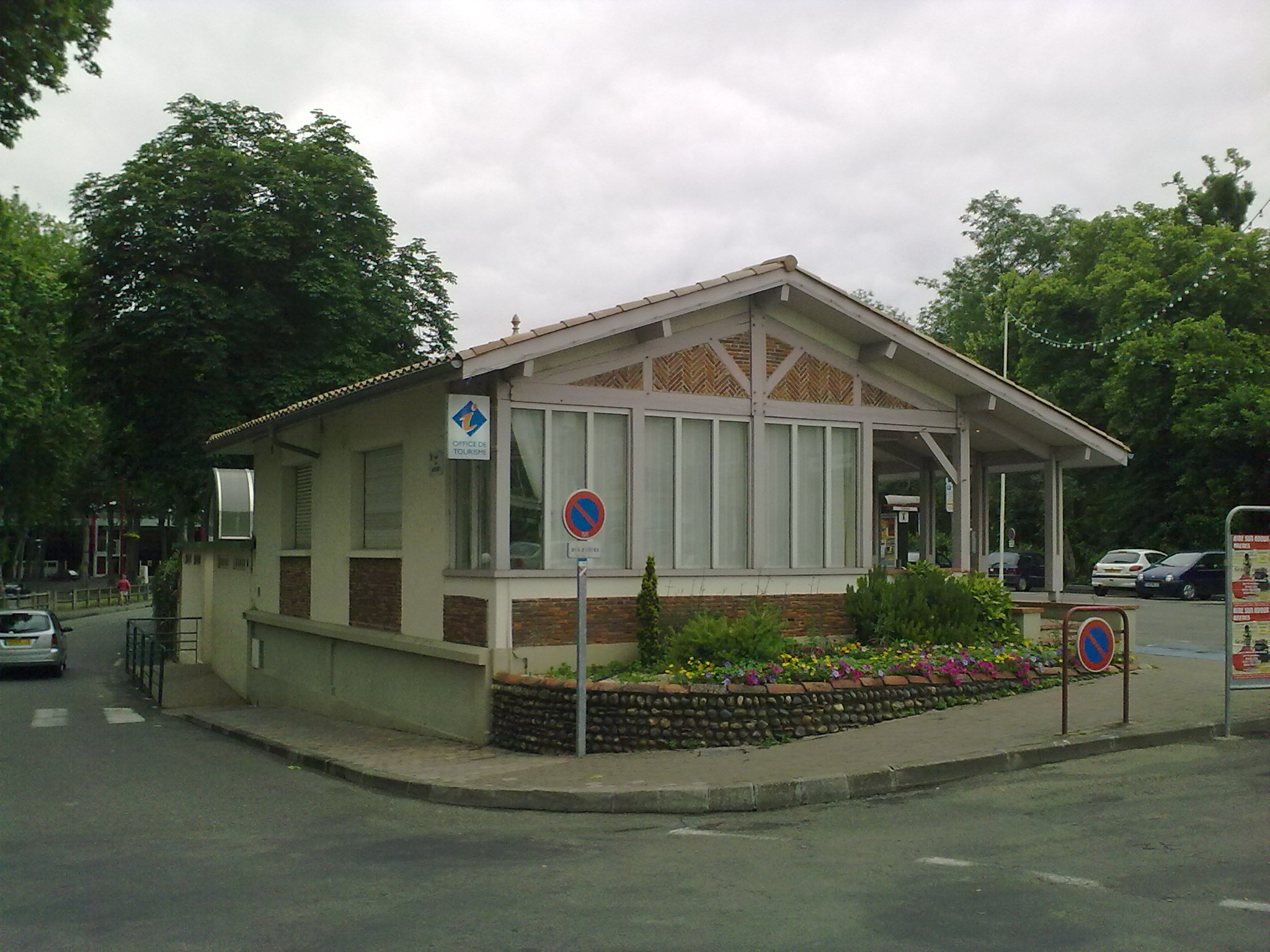
Office de tourisme d'Aire-sur-l'Adour.

## Culture locale et patrimoine

### Lieux et monuments

#### Édifices civils
L’hôtel de ville (depuis 1927) occupe une partie de l'ancien évêché. C'est un bâtiment du XVIIe siècle, avec un escalier de pierre et des plafonds à caissons, une tour ronde avec un escalier du XVIe siècle, coiffé en poivrière.
Au petit musée archéologique de l'hôtel de ville, pierres sculptées de coquilles Saint-Jacques.
La maison de l'officialité, du XIVe siècle, inscrite aux monuments historiques le 22 février 1946, 6 rue Labeyrie, avec des fenêtres à meneaux, était la juridiction où siégeaient les Jurats.
Le pont de pierre à cinq arches sur l'Adour date de 1834, plusieurs ponts antérieurs ayant été emportés par l'Adour ; il est élargi en 1961. Le quai sud et les bords de l'Adour ont été aménagés en une promenade qui mène jusqu'aux arènes.
La Halle aux grains d'Aire-sur-l'Adour, octogonale, avec de grandes arches de pierre, date de 1860 ; elle a été inscrite aux monuments historiques le 29 octobre 1975.
Monument en hommage à deux personnes innocentes tuées en 1944 près du monument aux morts.

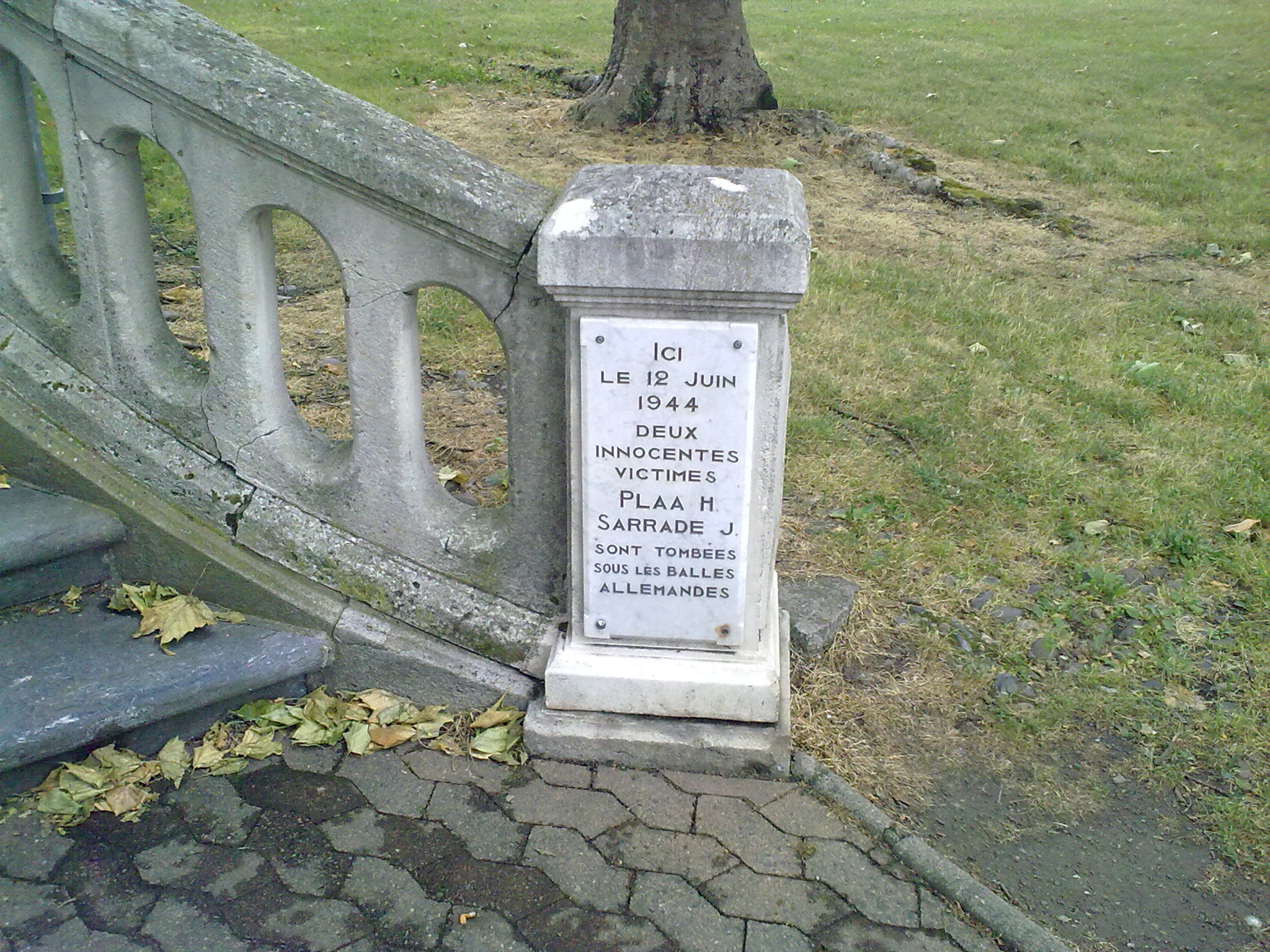
Monument souvenir d'un lieu de 1944 proche du pont sur l'Adour à Aire-sur-l'Adour.

Arènes Maurice-Lauche.

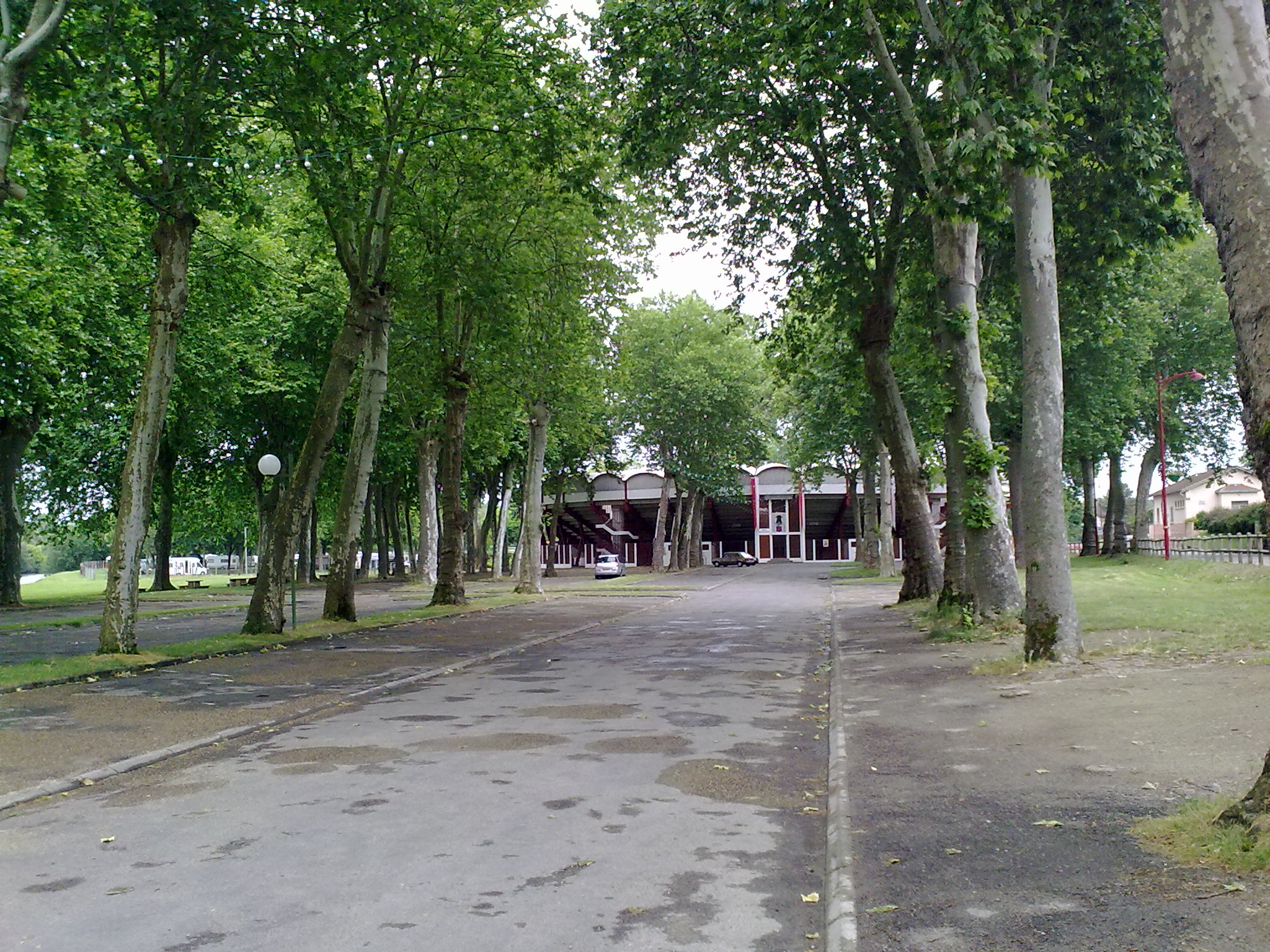
Les arènes d'Aire-sur-l'Adour.
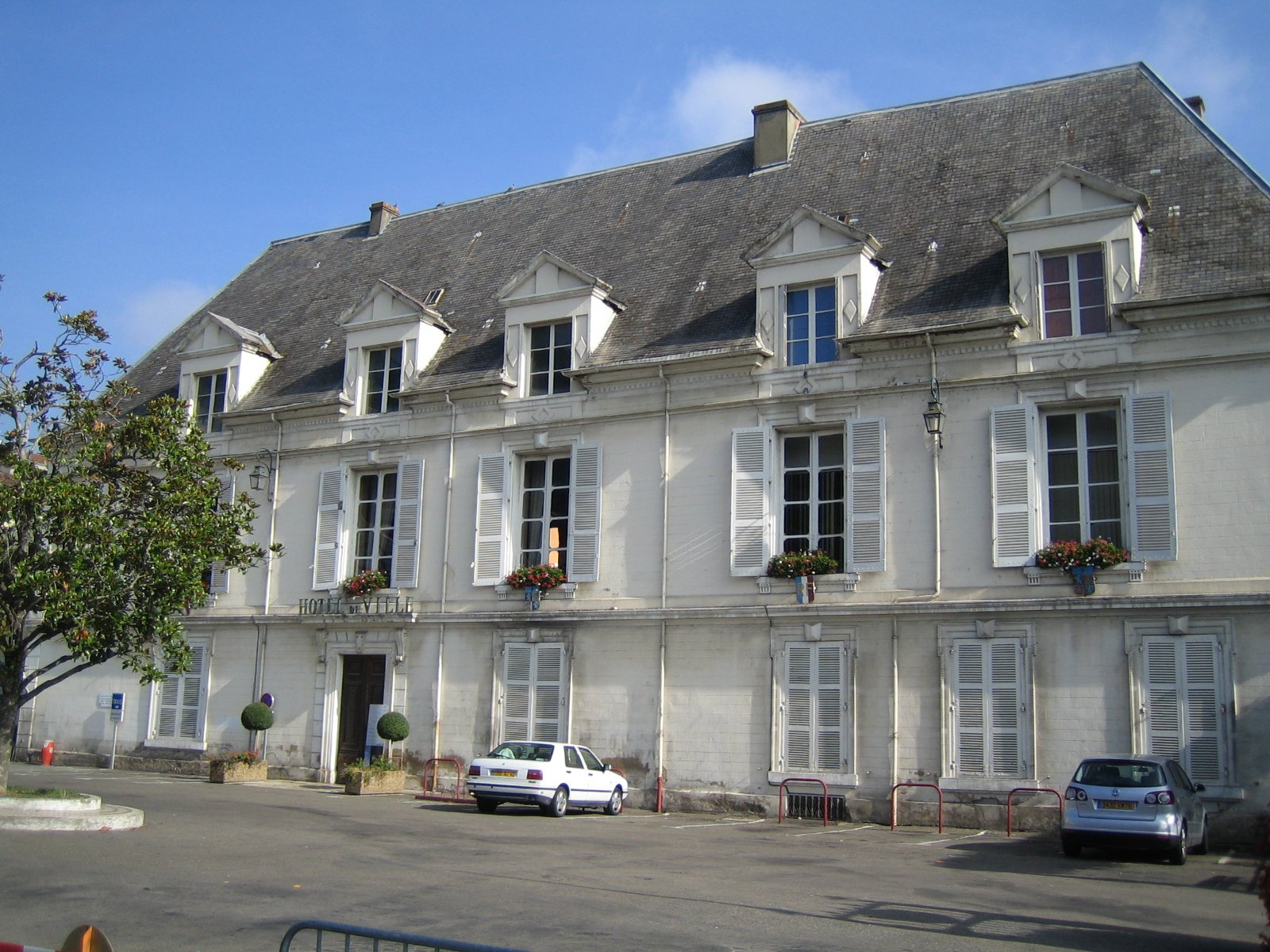
L'hôtel de ville d'Aire-sur-l'Adour.
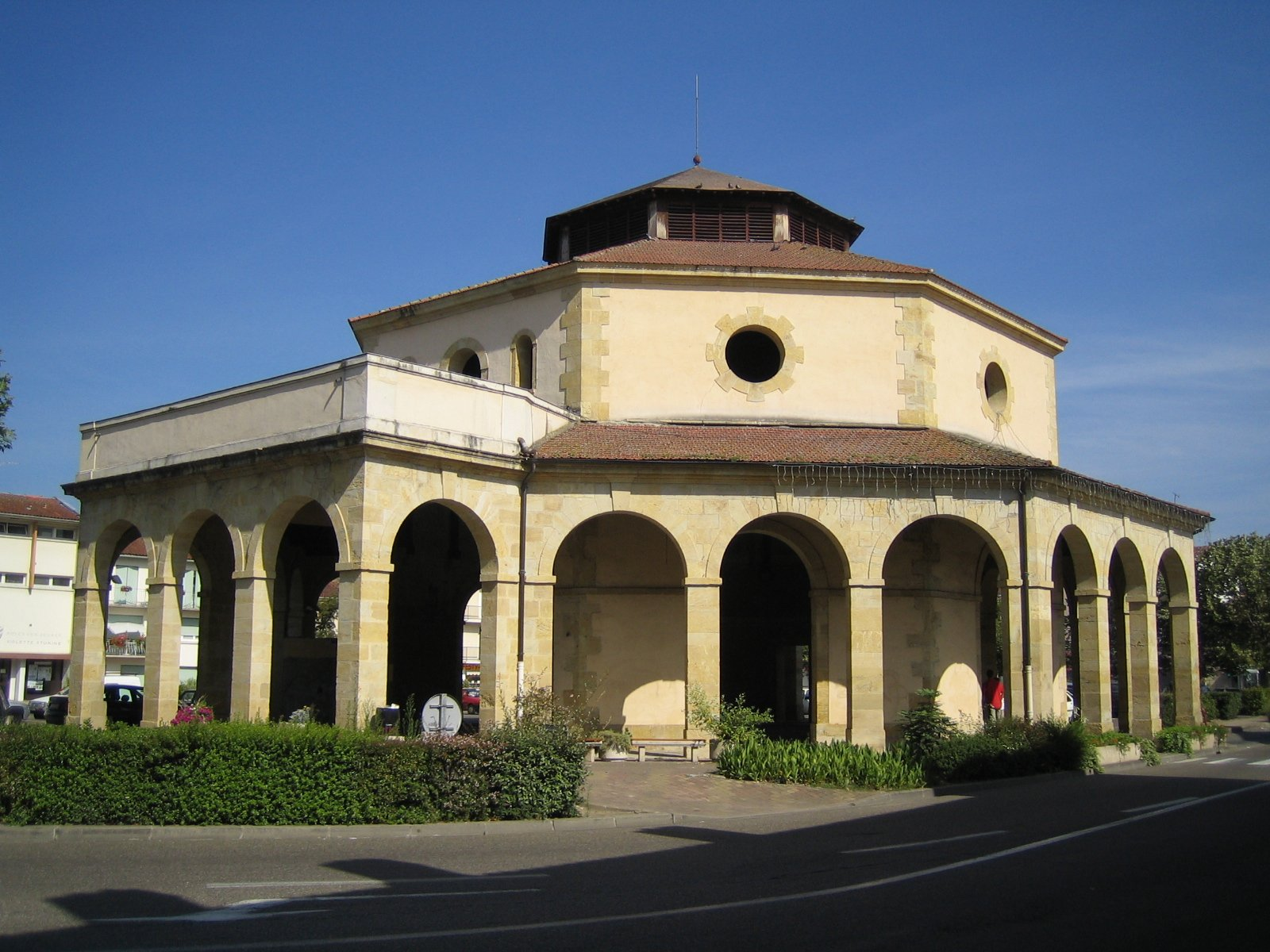
La Halle aux grains d'Aire-sur-l'Adour.

#### Édifices religieux
- La cathédrale Saint-Jean-Baptiste, rue Gambetta[47] (diocèse d'Aire et de Dax), classée aux monuments historiques par arrêté du 9 août 1906[48] et son orgue de 1758[49].
- Église Sainte-Quitterie, rue Félix-Despagnet. Sur la colline du Mas, au sud-ouest de la ville, elle est de style gothique du XIIIe - XIVe siècle, hormis le chevet qui date de la fin du XIe ou du début du XIIe siècle. Elle est classée aux monuments historiques par liste de 1840[50] ainsi qu'au patrimoine mondial de l'Unesco au titre des chemins de Saint-Jacques-de-Compostelle[51]. Un sarcophage en marbre blanc de la fin de l'époque romaine, dit de Sainte-Quitterie, se trouve dans la crypte de l'église.
- Église Notre-Dame de Subéhargues, voie communale de Subéhargues.
- Église du Carmel Saint-Joseph, rue Maubec, inscrit aux monuments historiques par arrêté du 20 janvier 2009[52].
- Ancienne chapelle des Ursulines, rue du Petit-Séminaire, reconvertie en gîte.
- Chapelle maison de retraite, rue de Prat.
- Assemblée de Dieu, route de Bordeaux.
- Salle du royaume des témoins de Jéhovah, route du Houga.

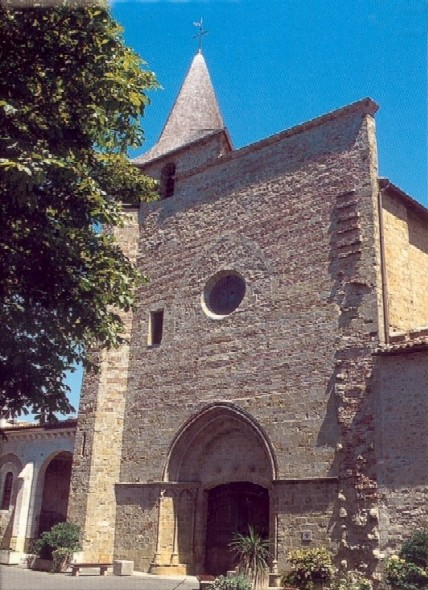
L'ancienne cathédrale Saint-Jean-Baptiste d'Aire. L'arbre visible sur la photo a été, depuis, abattu.
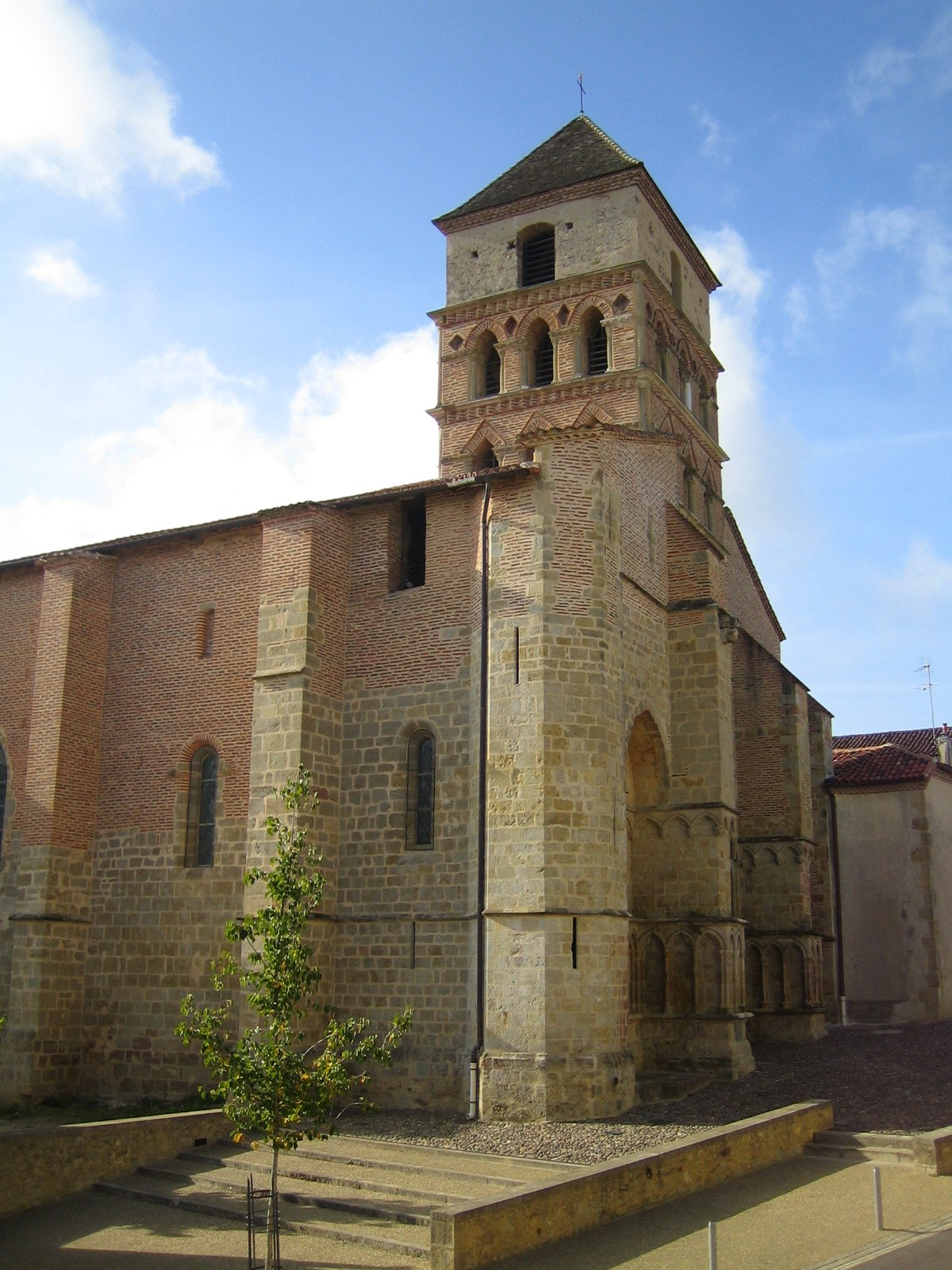
L'église Sainte-Quitterie d'Aire.

### Équipements culturels
Le réseau des médiathèques communautaires d'Aire sur l'Adour est bâti autour de trois structures : la médiathèque communautaire d'Aire sur l'Adour, la médiathèque communautaire de Barcelonne du Gers et la médiathèque communautaire d'Eugénie les Bains. Il a été couronné du Grand Prix Livres hebdo des bibliothèques francophones en 2014.

### Personnalités liées à la commune
- Jean Darcet (1724-1801), chimiste, qui fit ses premières études au collège d'Aire (actuellement lycée professionnel Jean d'Arcet) ;
- Jean-Baptiste Chaumont (1746-1812), homme politique et magistrat né et mort à Aire ;
- Paul Cadroy, avocat et un député français, né le 26 décembre 1751 ;
- Jean-Baptiste Papin, homme politique et juriste français, né le 10 décembre 1756 à Aire-sur-l'Adour ;
- sa fille Marie Antoinette Adèle Duchâtel, née Papin, maîtresse de Napoléon Ier ;
- Jean-Félix Pédegert (1809-1889), religieux catholique et poète. Ordonné prêtre à Aire-sur-l’Adour en 1835, il y enseigne au petit séminaire de 1835 à 1842 puis y est chanoine de 1874 à 1889, quand il meurt dans la commune ;
- Victor Lourties, homme politique, président du Sénat, ministre français né le 22 juillet 1844 à Aire-sur-l'Adour ;
- Isidore Salles, né le 13 février 1821 (au Pays de Gosse, riverain de l'Adour) et mort le 20 octobre 1900, homme de lettres (dont des Poésies gasconnes) et haut fonctionnaire, a suivi ses études au collège d'Aire-sur-l'Adour ;
- Félix Despagnet (1854-1902), ophtalmologue né à Aire-sur-l'Adour. Un buste à son effigie a été érigé en 1902 dans la commune, où une rue porte son nom ;
- Le chanoine Césaire Daugé, né le 27 août 1858 et mort le 10 juillet 1945 à Aire-sur-l'Adour, écrivain de langue gasconne, félibre et membre de la société de Borda (Dax) ;
- Albert Bonnecaze, né le 17 janvier 1927 à Aire-sur-l'Adour et décédé le 14 décembre 1986. Joueur de rugby à XV. Finaliste du championnat de France de rugby à XV avec le Stade Montois en 1949 et 1953. Arrière (1,72 m 78 kg) ;
- Pierrette Le Pen, mannequin, née Lalanne le 10 septembre 1935 à Aire-sur-l'Adour. Elle est la première épouse de Jean-Marie Le Pen (de 1960 à 1987) et la mère de Marie-Caroline, Yann et Marine Le Pen ;
- Bernard Couralet né le 30 avril 1938 à Aire-sur-l'Adour. Joueur de rugby à XV. Vainqueur du championnat de France de rugby à XV avec le Stade Montois en 1963. Troisième ligne aile (1,85 m 92 kg) ;
- Pierre Sirgue, né en 1954, homme politique et député ;
- Gérard Genette (1930-) évoque son sanatorium (1950) dans son Bardadrac (2006, rubrique sana) ;
- Iván Fandiño Barros (1980-2017), matador espagnol, mortellement blessé dans les arènes d'Aire-sur-l'Adour ;
- Mathias Colombet, né le 1er mai 1997 à Aire-sur-l'Adour, joueur français de rugby à XV évoluant au poste d'arrière au d'ailier à Provence Rugby depuis 2023. Il commença sa carrière à l'Avenir Aturin ;
- Romain Buros, né le 31 juillet 1997 à Aire-sur-l’Adour, joueur international français de rugby à XV évoluant au poste d’arrière ou d’ailier à l’Union Bordeaux Bègles depuis 2018. Il commença sa carrière à l’Avenir Aturin.

## Héraldique
| Blason de Aire-sur-l'Adour | Blason  | Écartelé: aux 1 et 4 d'or au lion à la queue fourchée d'azur, aux 2 et 3 de gueules au lion de pourpre ; le tout au chef d'azur chargé d'une fleur de lis d'or |
| Blason de Aire-sur-l'Adour | Détails | Officiel 2003 . |

## Événements
- Fêtes patronales (Féria Aire[54], 2e week-end de juin) : féria, corrida, course landaise, bals, fête foraine.
- Fêtes des Arsouillos[55] (1er week-end de mai).
- etc.